# Liste der Biografien/Delo
Liste der Biografien |
Portal Biografien |
Personensuche
# |
A |
B |
C |
D |
E |
F |
G |
H |
I |
J |
K |
L |
M |
N |
O |
P |
Q |
R |
S |
T |
U |
V |
W |
X |
Y |
Z |
?
 
Da |
Db |
Dc |
Dd |
De |
Dg |
Dh |
Di |
Dj |
Dk |
Dl |
Dm |
Dn |
Do |
Dq |
Dr |
Ds |
Du |
Dv |
Dw |
Dy |
Dz
 
De A |
De B |
De C |
De D |
De E |
De F |
De G |
De H |
De J |
De K |
De L |
De M |
De N |
De P |
De Q |
De R |
De S |
De T |
De V |
De W |
De Y |
De Z 

Dea |
Deb |
Dec |
Ded |
Dee |
Def |
Deg |
Deh |
Dei |
Dej |
Dek |
Del |
Dem |
Den |
Deo |
Dep |
Deq |
Der |
Des |
Det |
Deu |
Dev |
Dew |
Dex |
Dey |
Dez
 
Dela |
Delb |
Delc |
Deld |
Dele |
Delf |
Delg |
Delh |
Deli |
Delj |
Delk |
Dell |
Delm |
Deln |
Delo |
Delp |
Delr |
Dels |
Delt |
Delu |
Delv |
Delw |
Dely |
Delz
Die Liste der Biografien führt alle Personen auf, die in der deutschsprachigen Wikipedia einen Artikel haben. Dieses ist eine Teilliste mit 88 Einträgen von Personen, deren Namen mit den Buchstaben „Delo“ beginnt.

## Delo

### Deloa
- DeLoach, Janay (* 1985), US-amerikanische Weitspringerin
- DeLoach, Joe (* 1967), US-amerikanischer Leichtathlet
- DeLoach, Nikki (* 1979), US-amerikanische SchauspielerinNikki DeLoach (* 1979)

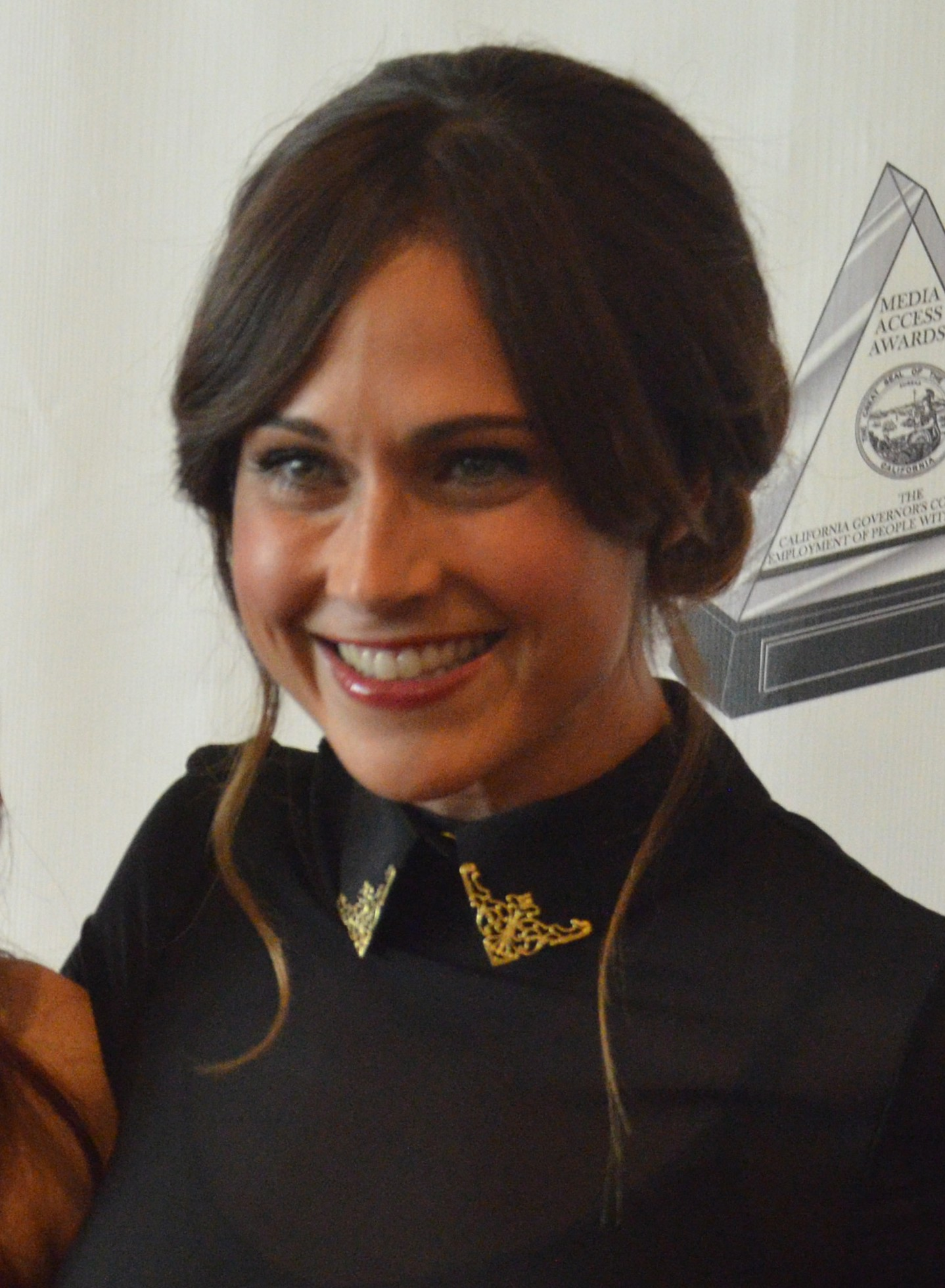
Nikki DeLoach (* 1979)

### Delob
- Delobbe, François-Alfred (1835–1920), französischer Genre- und Porträtmaler
- Delobbe, Hector (1861–1931), belgischer Offizier, zuletzt Generalleutnant
- Delobel, Isabelle (* 1978), französische Eiskunstläuferin
- Delobelle, Karl (1904–1944), deutscher Nationalsozialist

### Deloc
- Deloch, Ernst (* 1886), deutscher Springreiter
- Deloch, Hans (1881–1956), deutscher Verwaltungsjurist und Landrat
- Deloche, Maximin (1817–1900), französischer Historiker
- Delocht, Julien (* 1942), belgischer Radrennfahrer

### Delof
- Deloffre, Adolphe (1817–1876), französischer Dirigent und Geiger
- Deloffre, Frédéric (1921–2008), französischer Romanist und Literaturwissenschaftler

### Delog
- Deloge, Henry (1874–1961), französischer Leichtathlet
- Delogú, Evelyn Cristina Lourenco (* 1981), brasilianische Volleyballspielerin
- Delogu, Paolo (* 1940), italienischer Mediävist
- Delogu, Salvatore (1915–2001), italienischer katholischer Bischof
- Delogu, Sébastien (* 1987), französischer Politiker

### Deloi
- Deloitte, William Welch (1818–1898), englischer Wirtschaftsprüfer

### Delol
- Delolme, Jean Louis (1740–1806), Schweizer Rechtsgelehrter

### Delom
- Delom-Sorbé, Maurice (1898–1986), französischer Politiker

### Delon
- Delon, Alain (1935–2024), französisch-schweizerischer Schauspieler und FilmproduzentAlain Delon (1935–2024)

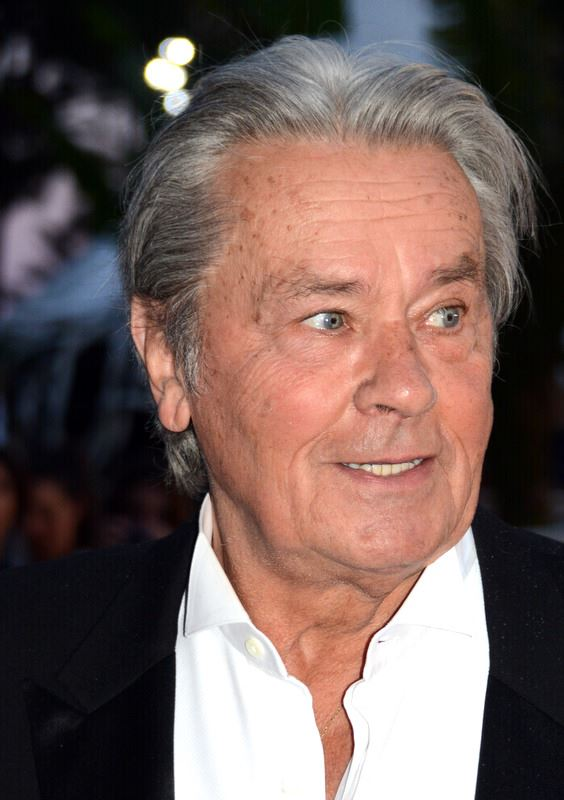
Alain Delon (1935–2024)

- Delon, Anouchka (* 1990), französische Schauspielerin
- Delon, Anthony (* 1964), französischer Schauspieler
- Delon, Michel (* 1947), französischer Literaturwissenschaftler
- Delon, Nathalie (1941–2021), französische Schauspielerin und Regisseurin
- Deloncle, Eugène (1890–1944), französischer Politiker
- Deloncle, Henri (1861–1898), französischer Journalist
- Delone, Boris Nikolajewitsch (1890–1980), sowjetischer Mathematiker
- Delone, Lew Nikolajewitsch (1891–1969), russisch-sowjetischer Botaniker, Genetiker und Hochschullehrer
- Delone, Natalja Lwowna (1923–2024), sowjetische Genetikerin und Hochschullehrerin
- Delone, Nikolai Borissowitsch (1856–1931), russischer Physiker, Mathematiker und Hochschullehrer
- Delone, Nikolai Borissowitsch (1926–2008), russischer Physiker und Hochschullehrer
- Delone, Wadim Nikolajewitsch (1947–1983), sowjetisch-französischer Dichter und Dissident
- DeLong, Charles (1832–1876), US-amerikanischer Politiker und Diplomat
- DeLong, George W. (* 1844), US-amerikanischer Seefahrer und Polarforscher
- DeLong, J. Bradford (* 1960), US-amerikanischer Wirtschaftswissenschaftler
- DeLong, Mahlon R. (1938–2024), US-amerikanischer Neurologe
- DeLong, Rhonda (* 1965), kanadische Skilangläuferin
- Delonge, Franz Josef (1927–1988), deutscher Rechtsanwalt und Kommunalpolitiker (CSU)
- Delonge, Franz-Benno (1957–2007), deutscher Spieledesigner und Autor
- Delonge, Marco (* 1966), deutscher Leichtathlet
- DeLonge, Tom (* 1975), US-amerikanischer Gitarrist, Sänger und SongschreiberTom DeLonge (* 1975)

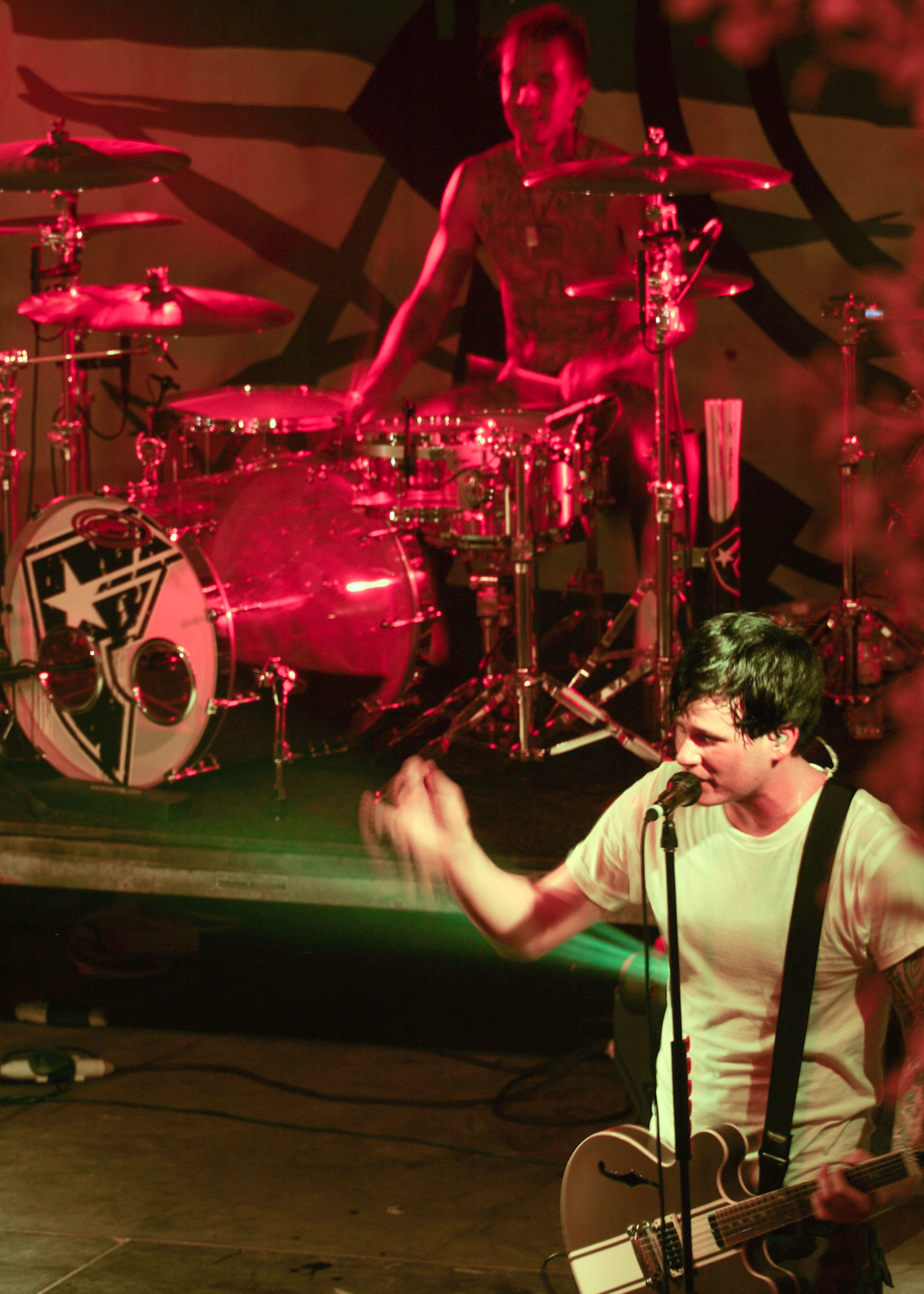
Tom DeLonge (* 1975)

- DeLonghi, Kim, kanadische Schauspielerin und Filmproduzentin
- Delony, Jenny Eakin (1866–1949), US-amerikanische Malerin und Pädagogin

### Deloo
- DeLoof, Alexandra (* 1994), US-amerikanische Schwimmerin
- DeLoof, Catie (* 1997), US-amerikanische Schwimmerin
- DeLoof, Gabby (* 1996), US-amerikanische Schwimmerin
- Deloof, Gus (1909–1974), belgischer Jazzmusiker
- Deloof, Pierre-Marie (* 1964), belgischer Ruderer
- Deloor, Alfons (1910–1995), belgischer Radrennfahrer
- Deloor, Gustaaf (1913–2002), belgischer Radrennfahrer
- Deloose, Laura (* 1993), belgische Fußballnationalspielerin

### Delor
- Deloraine, Maurice (1898–1991), französischer Ingenieur
- Delord, Taxile (1815–1877), französischer Schriftsteller, Mitglied der Nationalversammlung
- DeLorean, John (1925–2005), US-amerikanischer Manager und SportwagenbauerJohn DeLorean (1925–2005)

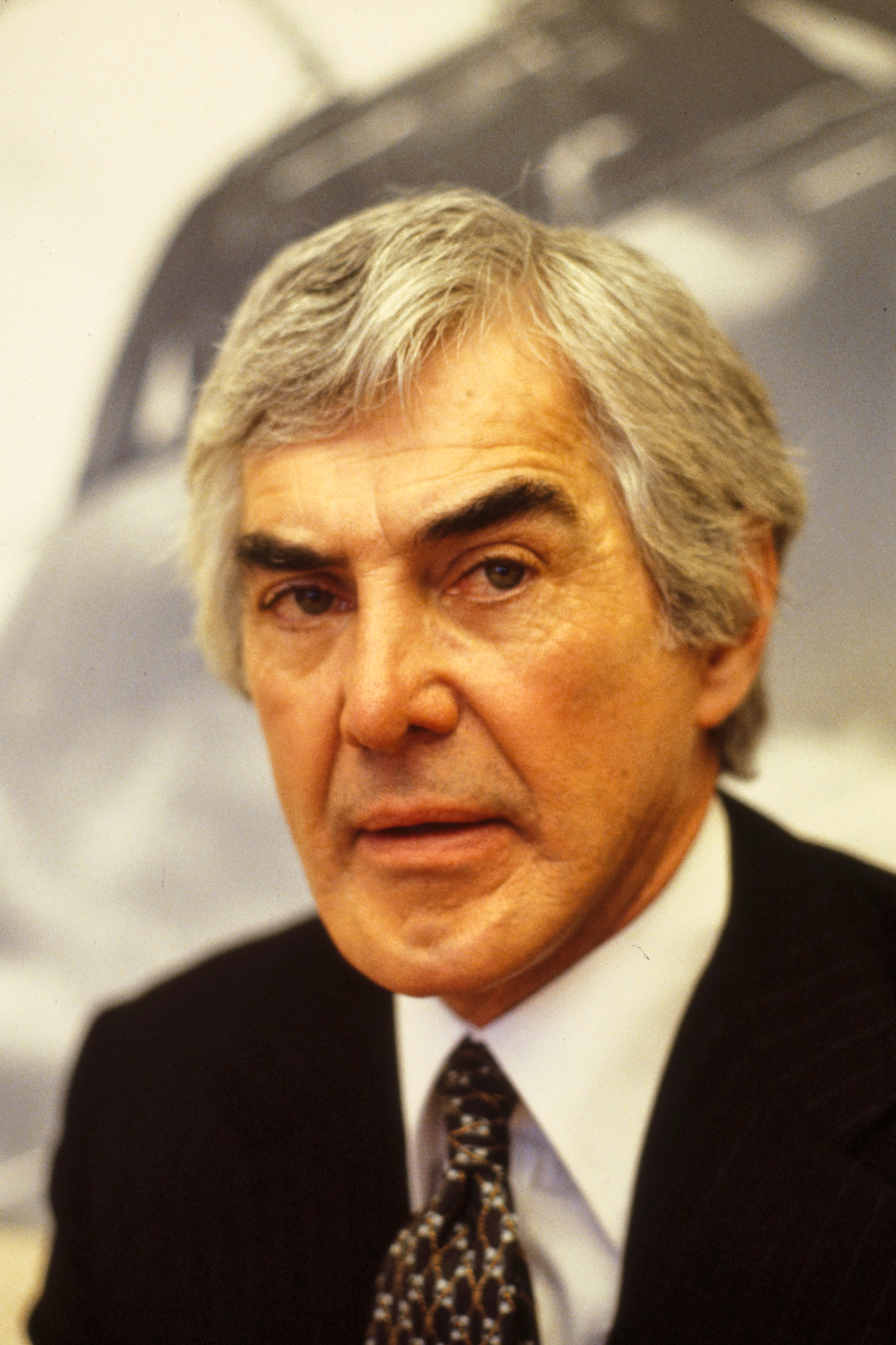
John DeLorean (1925–2005)

- DeLorenzo, Dana (* 1983), amerikanische Schauspielerin und Komikerin
- DeLorenzo, Michael (* 1959), US-amerikanischer Schauspieler
- Delorge, Laurent (* 1979), belgischer Fußballspieler
- Deloria, Ella Cara (1889–1971), US-amerikanische Anthropologin, Linguistin und Schriftstellerin
- Deloria, Vine junior (1933–2005), indianischer Autor und Aktivist
- Delorko, Ratko (* 1959), deutscher Pianist, Komponist und Dirigent
- Delorme, Danièle (1926–2015), französische Schauspielerin und Filmproduzentin
- Delorme, Démesvar (1831–1901), haitianischer Schriftsteller, Politiker und Diplomat
- Delorme, Guillaume (* 1978), französischer Schauspieler
- Delorme, Isabelle (1900–1991), kanadische Musikpädagogin und Komponistin
- Delorme, Karl (1920–2011), deutscher Politiker (SPD), MdB
- Delorme, Marion (1613–1650), französische Kurtisane
- Delorme, Maurice (1919–2012), französischer Ordensgeistlicher; römisch-katholischer Weihbischof in Lyon
- Delorme, Olivier (* 1958), französischer Schriftsteller
- Delorme, Patrick, französischer Mathematiker
- Delorme, Paul (1868–1956), französischer Physiker
- Delorme, Pierre Claude François (1783–1859), französischer Historienmaler des Klassizismus
- Delors, Jacques (1925–2023), französischer Politiker der Sozialistischen Partei, MdEPJacques Delors (1925–2023)

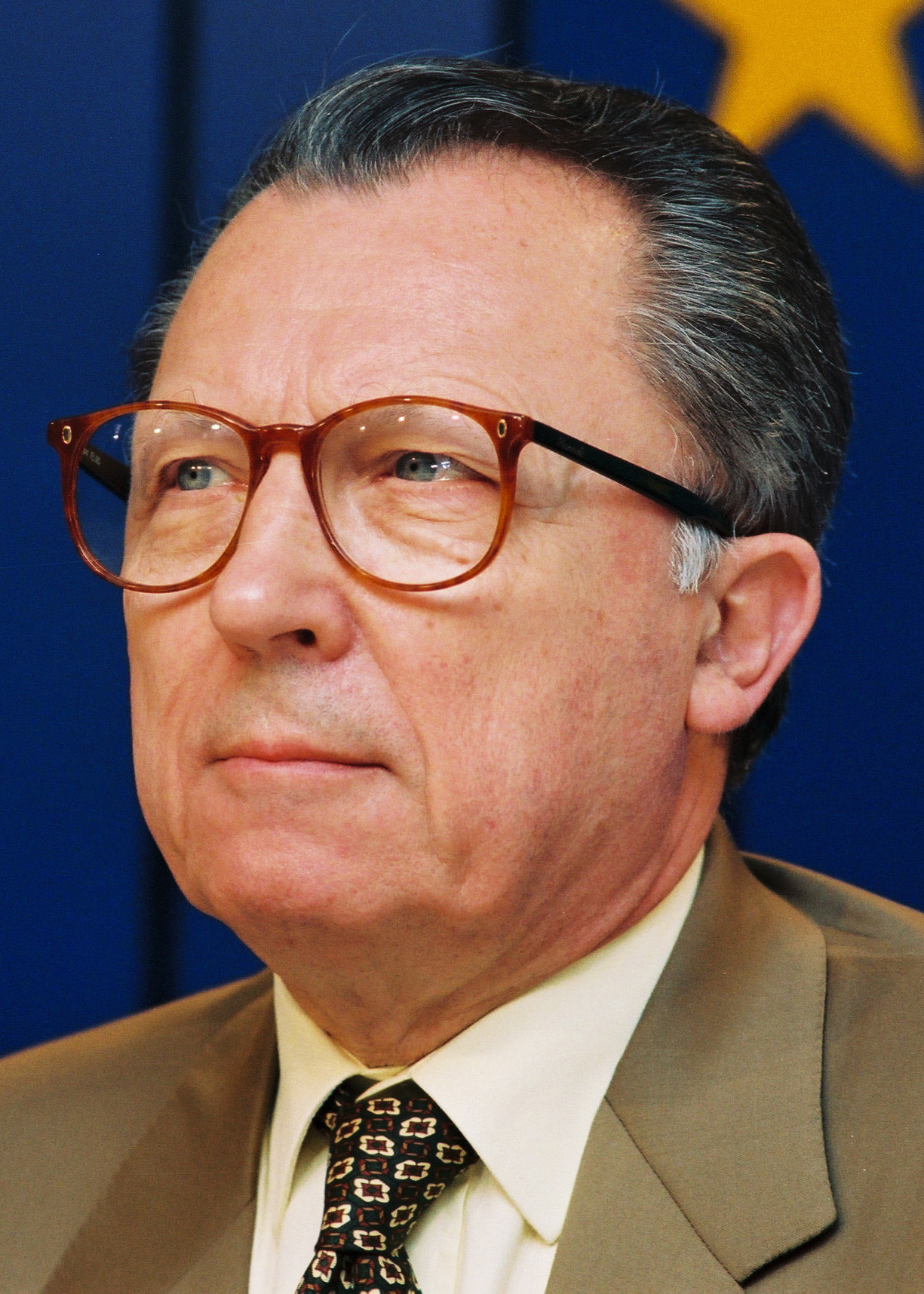
Jacques Delors (1925–2023)

- Delort, Andy (* 1991), französischer Fußballspieler
- Delort, Charles Édouard (1841–1895), französischer Genremaler
- Delort, Robert (* 1932), französischer Historiker
- Delorto Secco, Juarez (* 1970), brasilianischer römisch-katholischer Geistlicher, Bischof von Caratinga

### Delos
- Delos-Maler, griechischer Vasenmaler des rotfigurigen Stils
- Delosch, Fernand (* 1970), luxemburgischer Schauspieler
- Delosea, Abraham (1619–1690), Schweizer evangelischer Geistlicher und Heimatforscher

### Delou
- Délou, Hadjia (1938–2020), nigrische Schauspielerin und Regisseurin
- DeLoughrey, Elizabeth (* 1967), US-amerikanische Anglistin
- Delouvrier, Paul (1914–1995), französischer Verwaltungsbeamter und Manager

### Delov
- Delovski, Strebre (* 1975), australischer Fußballschiedsrichter

### Delow
- Delow, Malte (* 2001), deutscher Basketballspieler

### Deloy
- Deloy, Léon (1894–1969), französischer Sportschütze und Funkamateur
- Deloy, Sylvia (* 1967), deutsche Autorin